# Liodytes pygaea
Liodytes pygaea is een slang uit de familie toornslangachtigen (Colubridae) en de onderfamilie waterslangen (Natricinae).

## Naam en indeling
De wetenschappelijke naam van de soort werd voor het eerst voorgesteld door Edward Drinker Cope in 1871. Oorspronkelijk werd de wetenschappelijke naam Contia pygaea gebruikt. De slang werd later aan andere geslachten toegekend, zoals Tropidonotus en Seminatrix. Het was lange tijd de enige soort uit het monotypische geslacht Seminatrix, dat tegenwoordig niet meer wordt erkend. De soort behoorde lange tijd tot het geslacht Contia, waardoor de verouderde wetenschappelijke naam in de literatuur wordt gebruikt. In het Engels staat de slang bekend als de swamp snake (moerasslang).
De soortaanduiding pygaea is afgeleid van het Latijnse pyga en betekent vrij vertaald 'romp'; deze naam slaat waarschijnlijk op een afwijking aan het lichaam van het holotype van de soort.

### Ondersoorten
Er worden drie ondersoorten erkend, welke onderstaand zijn weergegeven met de auteur en het verspreidingsgebied.
| Naam                    | Auteur        | Verspreidingsgebied                                       |
| ----------------------- | ------------- | --------------------------------------------------------- |
| Liodytes pygaea cyclas  | Dowling, 1950 | Verenigde Staten (Florida)                                |
| Liodytes pygaea paludis | Dowling, 1950 | Verenigde Staten (North Carolina, South Carolina, Georgia |
| Liodytes pygaea pygaea  | Cope, 1871    | De rest van het verspreidingsgebied.                      |

## Uiterlijke kenmerken
Liodytes pygaea is een kleine, dunne slang. De slang bereikt een totale lichaamslengte van 25 tot 38 centimeter, uitschieters kunnen tot 47 cm lang worden. Pasgeboren jongen zijn ongeveer 11 tot 15 cm lang.

## Levenswijze
Op het menu staan bloedzuigers, vissen, kikkervisjes. salamanders en wormen. De vrouwtjes zetten eieren af op de bodem.

## Verspreiding en habitat
De soort komt endemisch voor in de Verenigde Staten. De slang is hier aangetroffen in de staten Florida, Alabama, Georgia, South Carolina en North Carolina. De habitat bestaat uit vele typen draslanden. Ook in door de mens aangepaste streken zoals grote waterreservoirs, kanalen en grote vijvers kan de slang worden aangetroffen. De slang is vaak te vinden in wateren met waterhyacinten.

## Beschermingsstatus
Door de internationale natuurbeschermingsorganisatie IUCN is de beschermingsstatus
'veilig' toegewezen (Least Concern of LC).